# Уголовный кодекс Республики Таджикистан
Уголовный кодекс Республики Таджикистан (УК Таджикистана — тадж. Кодекси ҷиноятии Ҷумҳурии Тоҷикистон) — основной и единственный источник уголовного права Таджикистана, устанавливающий преступность и наказуемость деяний на территории Таджикистана.
Действующая редакция Уголовного кодекса Таджикистана была принята 21 мая 1998 года и вступила в силу с 1 сентября 1998 года, сменив предыдущий Уголовный кодекс Таджикской ССР 1961 года, применявшийся до тех пор.

## Структура кодекса
Кодекс состоит из Общей (разделы I—VI, главы 1—15) и Особенной частей (разделы VII—XV, главы 16—34). В Общей части рассматриваются основные понятия уголовного законодательства, устанавливаются основания уголовной ответственности и освобождения от неё, общие положения об уголовном наказании и освобождении от него, принудительных мерах лечения, а также особенности уголовной ответственности несовершеннолетних.
Особенная часть включает в себя статьи, описывающие составы конкретных преступлений. Структура Особенной части отражает иерархию ценностей, охраняемых уголовным законом: на первом месте стоят преступления против личности, затем преступления против общественной безопасности и здоровья населения, экологические преступления, преступления против общественного порядка и нравственности, и лишь после этого преступления, посягающие на собственность и государственную безопасность.

## Особенности кодекса
УК Таджикистана во многом основан на положениях Модельного Уголовного кодекса для государств — участников СНГ; также многие нормы заимствованы из Уголовного кодекса РФ 1996 года.
К региональным особенностям Кодекса следует отнести проработанность раздела о преступлениях против военной службы, наличие в нём квалифицирующих признаков «совершенные в боевой обстановке или в военное время»; В. В. Лунеев указывает, что это связано с тем, что страна фактически ведёт военные действия.
Установлена ответственность за многие деяния, нетипичные для уголовных кодексов постсоветского пространства: понуждение женщины к совершению аборта (ст. 124), воспрепятствование получению основного обязательного общего (девятилетнего) образования (ст. 164), выдача замуж девочки, не достигшей брачного возраста (ст. 168), заключение брака в отношении лица, не достигшего брачного возраста (ст. 169), двоеженство или многоженство (ст. 170).
В кодекс регулярно вносятся изменения, отражающие изменения регулируемых им общественных отношений и появление новых видов и форм общественно опасных деяний.